# Ceratomegilla
Genre
Ceratomegilla est un genre (ou sous-genre selon les classifications) d'insectes coléoptères de la famille des coccinelles.

## Liste des espèces
Selon BioLib (21 mai 2024) où Ceratomegilla Crotch, 1873 est un sous-genre du genre Hippodamia :
- Hippodamia notata (Laicharting, 1781)
- Hippodamia schneideri (Weise, 1878)
- Hippodamia ulkei (Crotch, 1873)
- Hippodamia undecimnotata (Schneider, 1792)

Selon Fauna Europaea (27 mars 2014) :
- Ceratomegilla (Adaliopsis) alpina
- Ceratomegilla (Ceratomegilla) notata
- Ceratomegilla (Ceratomegilla) rufocinta
- Ceratomegilla (Ceratomegilla) schneideri
- Ceratomegilla (Ceratomegilla) undecimnota

Selon NCBI (21 mai 2024) :
- Ceratomegilla ulkei Crotch, 1873